# Giant Steps (album de The Boo Radleys)
Pour les articles homonymes, voir Giant Steps.
Albums de the Boo Radleys
Everything's Alright Forever
(1992) Wake Up! (en)
(1995)
Giant Steps est un album du groupe The Boo Radleys produit en 1993, entièrement écrit et composé par Martin Carr. Il a été élu album de l'année par plusieurs magazines spécialisés en Angleterre (dont NME). Le titre est inspiré de l’album Giant Steps de John Coltrane.

## Liste des pistes
1. I Hang Suspended
2. Upon Ninth and Fairchild
3. Wish I Was Skinny
4. Leaves and Sand
5. Butterfly McQueen
6. Rodney King (Song for Lenny Bruce)
7. Thinking of Ways
8. Barney (…and Me)
9. Spun Around
10. If You Want It, Take It
11. Best Lose the Fear
12. Take the Time Around
13. Lazarus
14. One Is For
15. Run My Way Runaway
16. I've Lost the Reason
17. The White Noise Revisited

## Musiciens sur cet album
- Rob Cieka : batterie, percussions
- Tim Brown : basse, claviers
- Sice : voix
- Martin Carr : guitare, claviers, voix
- Steve Kitchen : trompette, bugle
- Lindsay Johnston : violoncelle
- Jackie Toy : clarinette
- Meriel Barham : voix dans Rodney King (Song for Lenny Bruce) et One Is For
- Chris Moore : trompette dans Lazarus
- Margaret Fiedler : violoncelle dans Lazarus